# John Chandler
John Chandler (Epping, 1762. február 1. – Augusta, 1841. szeptember 25.) az Amerikai Egyesült Államok Maine államának szenátora.